# Nick Ceroli
Nick Ceroli (22. december 1939 i Ohio – 11. august 1985 i Los Angeles USA) var en amerikansk jazztrommeslager.
Ceroli spillede med Ray Anthony, Stan Kenton, Jack Teagarden og Herb Alperts gruppe Tijuana Brass.
Han flyttede i 1969 til Hollywood ved Los Angeles, hvor han blev studiemusiker. Indspillede bl.a. med Zoot Zims, Warne Marsh og Milt Jackson. 

## Eksterne kilder og henvisninger
- Om Nick Ceroli i The New Grove Dictionary of Jazz.